# 101 Dalmatiërs II: Het avontuur van Vlek in Londen
101 Dalmatiërs II: Het avontuur van Vlek in Londen (originele titel 101 Dalmatians II: Patch's London Adventure) is een Amerikaanse direct-naar-video-animatiefilm uit 2003, geproduceerd door Walt Disney Home Entertainment. De film is het vervolg op de animatiefilm 101 Dalmatiërs uit 1961.

## Verhaal
De film begint kort na het einde van de vorige. Roger, Anita en hun honden staan op het punt om Londen te verruilen voor een huis op het platteland, waar meer ruimte is voor alle 101 dalmatiërs.
Een van de dalmatiërpuppies, Vlek (Patch), voelt zich echter ongemakkelijk tussen zoveel andere honden. Hij wil graag een speciale hond worden zoals zijn held Superwoef (Thunderbolt), zodat hij zich duidelijk kan onderscheiden van de rest. Vlek ontdekt dat de serie Superwoef binnenkort in Londen opgenomen wordt, en ziet dit als zijn kans om in de serie mee te spelen. De verhuizing vindt echter plaats voor de opnames beginnen. In de haast wordt Vlek vergeten en blijft achter in Londen.
In de rest van de film probeert Vlek koste wat het kost een gastrol in de serie van Superwoef te bemachtigen. Superwoef zelf is ondertussen bang dat hij uit de serie geschreven zal worden en vervangen door een jongere ster, dus probeert hij zichzelf in het echte leven te bewijzen. Hij heeft echter geen idee wat hij moet doen zonder script dat hem vertelt hoe hij moet handelen. Vlek komt hem hierbij te hulp.
Ondertussen zit Cruella de Vil nog altijd achter de puppy's aan. Ze slaagt erin alle puppy's te vangen. Vlek en Superwoef ontdekken dit en komen de groep te hulp. Daar de situatie waar ze in belanden sterk lijkt op een aflevering van zijn serie weet Superwoef in dit geval precies wat hij moet doen, en samen met Vlek bevrijdt hij de puppy's.
Naderhand krijgt Vlek wat hij altijd wilde: een gastrol in Superwoefs serie.

## Stemmen

### Engelstalige stemacteurs
| Acteur            | Personage      |
| ----------------- | -------------- |
| Bobby Lockwood    | Vlek           |
| Barry Bostwick    | Superwoef      |
| Jason Alexander   | Lightning      |
| Martin Short      | Lars           |
| Susanne Blakeslee | Cruella de Vil |
| Samuel West       | Pongo          |
| Maurice LaMarche  | Horace         |
| Jeff Bennett      | Jasper         |
| Jodi Benson       | Anita          |
| Tim Bentinck      | Rodger         |
| Kath Soucie       | Perdita        |
| Kathryn Beaumont  | Crystal        |

### Nederlandstalige stemacteurs
| Acteur              | Personage      |
| ------------------- | -------------- |
| Jurre Wieten        | Vlek           |
| Kees Prins          | Superwoef      |
| Gerrie van der Klei | Cruella de Vil |
| Marcel Maas         | Pongo          |
| Jon van Eerd        | Lars           |
| Bram Bart           | Dwergkees      |
| Tuffie Vos          | Anita          |
| Stan Limburg        | Rodger         |
| Rudi Falkenhagen    | Horace         |
| Paul van Gorcum     | Jasper         |
| Beatrijs Sluijter   | Perdi          |
| Maria Lindes        | Kokkie         |
| Fred Meijer         | Producent      |

## Prijzen en nominaties
In 2003 won de film 5 DVDX Awards:
- Best Animated Character Performance in a DVD première Movi
- Best Animated DVD première Movie
- Best Director of a DVD première Movie
- Best Editing of a DVD première Movie
- Best Original Score in a DVD première Movie

De film werd ook voor vijf andere DVDX Awards genomineerd, alsmede vier Annie Awards, en een Golden Reel Award.